# 古迪里省
14°10′53″N 12°43′05″W / 14.18139°N 12.71806°W
古迪里省（法語：Département de Goudiry），是塞內加爾的省份，位於該國東部，由坦巴昆達區負責管轄，首府設於古迪里，東面是巴克爾省，始建於2008年7月10日，2013年人口114,847。